# Golat
Golat is een bestuurslaag in het regentschap Ciamis van de provincie West-Java, Indonesië. Golat telt 3740 inwoners (volkstelling 2010).